# İleği, Yalvaç
İleği là một xã thuộc huyện Yalvaç, tỉnh Isparta, Thổ Nhĩ Kỳ. Dân số thời điểm năm 2011 là 194 người.